# Сангворский район (СССР)
Сангворский район — административно-территориальная единица в составе Таджикской ССР, Гармского округа и Гармской области, существовавшая в 1936—1952 годах. Площадь района по данным 1947 года составляла 4,3 тыс. км².
Сангворский район был образован в составе Таджикской ССР в 1936 году, путём выделения из Тавиль-Даринского района. Центром района был назначен кишлак Сангвор.
В 1938 году Сангворский район был отнесён к Гармскому округу, а 27 октября 1939 года — к Гармской области.
В состав района в 1940-50-е годы входили 4 кишлачных совета.
25 декабря 1952 года Сангворский район был упразднён, а его территория в полном составе передана в Тавиль-Даринский район.